# Villalba del Rey
Villalba del Rey – gmina w Hiszpanii, w prowincji Cuenca, w Kastylii-La Mancha, o powierzchni 95,07 km². W 2011 roku gmina liczyła 599 mieszkańców.